# Paula Fortes
Paula Fortes (Mindelo, 26 de enero de 1945 – Portugal, 7 de junio de 2011) fue una política, activista independentista y enfermera caboverdiana. Destacó por su lucha contra el colonialismo portugués.

## Biografía
Fortes nació en Mindelo, una localidad de la Isla de São Vicente en Cabo Verde, en 1945. A los 13 se quedó huérfana y a los 16 se unió a la lucha por la independencia de Cabo Verde y Guinea-Bisáu, organizando a los estudiantes en la Escola Piloto. Estudió enfermería en el Hospital Santa Maria de Lisboa. Después estuvo en la Escuela Piloto de Conakri, donde también trabajó en el cuidado de niños.
Sirvió en el hospital militar y civil de Boké (Guinea Conakri) y trabajó como formadora de enfermeras militares. Durante este tiempo, fue representante del Partido Africano para la Independencia de Guinea y Cabo Verde - PAIGC, en la 10.ª Juventud de Berlín (Este), un festival centrado en la Paz Mundial y la Liberación Nacional.
Fue clave en la fundación de la Organización de las Mujeres de Cabo Verde, de la que fue secretaria general. Fue presidenta de la Asociación de los Combatientes por la Libertad de la Patria (ACOLP) en Cabo Verde. También trabajó como delegada de gobierno de la Isla de Sal, convirtiéndose así en la única mujer en ocupar un cargo en el gobierno nacional inmediatamente después de la independencia. Fortes murió en Portugal después de una larga enfermedad.

## Reconocimientos
En 2013, la Fundación Amílcar Cabral publicó un libro póstumo de las memorias de Fortes, Minha Passagem. Fortes recibió también un homenaje póstumo por parte la Comisión Política de la región de Sal del Partido Africano de la Independencia de Cabo Verde.